# Raciniewo (osada w województwie kujawsko-pomorskim)
Raciniewo – osada w Polsce położona w województwie kujawsko-pomorskim, w powiecie chełmińskim, w gminie Unisław.
W latach 1975–1998 miejscowość położona była w województwie toruńskim.